# My Galileo
"My Galileo" (em português: "O Meu Galileu" ou "Meu Galileu") foi a canção que fez estreia da Bielorrússia no Festival Eurovisão da Canção interpretada no Festival Eurovisão da Canção 2004, em Istambul, em inglês por Aleksandra & Konstantin. Foi a estreia da Bielorrússia na competição, tem participado na semi-final. Foi a segunda canção a ser interpretada na semi-final, a seguir à canção da Finlândia "Takes 2 To Tango", cantada por Jari Sillanpää e antes da canção da Suíça "Celebrate!", interpretada por Piero Esteriore & The MusicStars. Terminou a competição em 19.º lugar, tendo recebido  um total de 10 pontos, não conseguindo o apuramento para a final. No ano seguinte, em 2005, a Bielorrússia foi representada por Angelica Agurbash  que cantou o tema "Love Me Tonight".

## Autores
| Autores da canção                     |
| ------------------------------------- |
| Letrista: Aleksey Solomaha            |
| Compositor: Aleksandra and Konstantin |

## Letra
A canção é inspirada na música folclórica bielorrussa e compara o amante da cantora a Galileu.

## Outras versões
- remix (inglês)  [4:18]